# Поляруш, Олег Николаевич
Олег Николаевич Поляруш (10 сентября 1977, Гайсин, Винницкая область) — украинский футболист, полузащитник.

## Игровая карьера
В футбол начинал играть в 1995 году в ужгородской «Говерле», чуть позже переименованной в «Верховину». В марте 1997 года перешёл в дубль киевского ЦСКА, а 13 сентября того же года в составе главной армейской команды дебютировал в высшей лиге. За семь лет в киевской команде сыграл в высшем дивизионе 30 матчей и более 150 в первой лиге за дубль.
В 2003 году футболист на два года покинул Украину. Играл в первом дивизионе чемпионата России в команде «Урал», а затем в высшей лиге Белоруссии защищал цвета «Торпедо-СКА».
Вернувшись на Украину, играл в винницкой «Ниве», а затем помогал «Николаеву» вернуться в первую лигу.
В 2007 году вернулся в Россию. Играл зоне «Юг» второго дивизиона командах «Таганрог» и «Батайск-2007». В 2010 году выступал в высшей лиге Ростовской области в команде «Донгаздобыча-2». С 2011 года играет в команде ТПФ (Новоприморский).